# Ramularia primulana
Ramularia primulana är en svampart som först beskrevs av Petter Adolf Karsten, och fick sitt nu gällande namn av anon. 1884. Ramularia primulana ingår i släktet Ramularia och familjen Mycosphaerellaceae.   Inga underarter finns listade i Catalogue of Life.